# Tessarotis rubra
Tessarotis rubra är en fjärilsart som beskrevs av Turner 1919. Tessarotis rubra ingår i släktet Tessarotis och familjen mätare. Inga underarter finns listade i Catalogue of Life.